# Calliopius laeviusculus
Calliopius laeviusculus är en kräftdjursart som först beskrevs av Henrik Nikolai Krøyer 1838.  Calliopius laeviusculus ingår i släktet Calliopius och familjen Calliopiidae. Arten är reproducerande i Sverige. Inga underarter finns listade i Catalogue of Life.